# ブラックウォーターUSA
Academi（アカデミ、旧ブラックウォーターUSA）は、かつて存在したアメリカ合衆国の民間軍事会社である。
1997年にアメリカ海軍特殊部隊SEALsを退役したエリック・プリンスにより、ブラックウォーターUSAとして創設された。イラク戦争で巨額の収益を得たが、2007年にニソール広場の虐殺を引き起こして信用が失墜。2度改名した後、トリプル・キャノピーと合併して「コンステリス・ホールディングス」（Constellis Holdings）と改名した。2016年にはアポロ・グローバル・マネジメントに買収された。

## 企業体制

### 主な事業

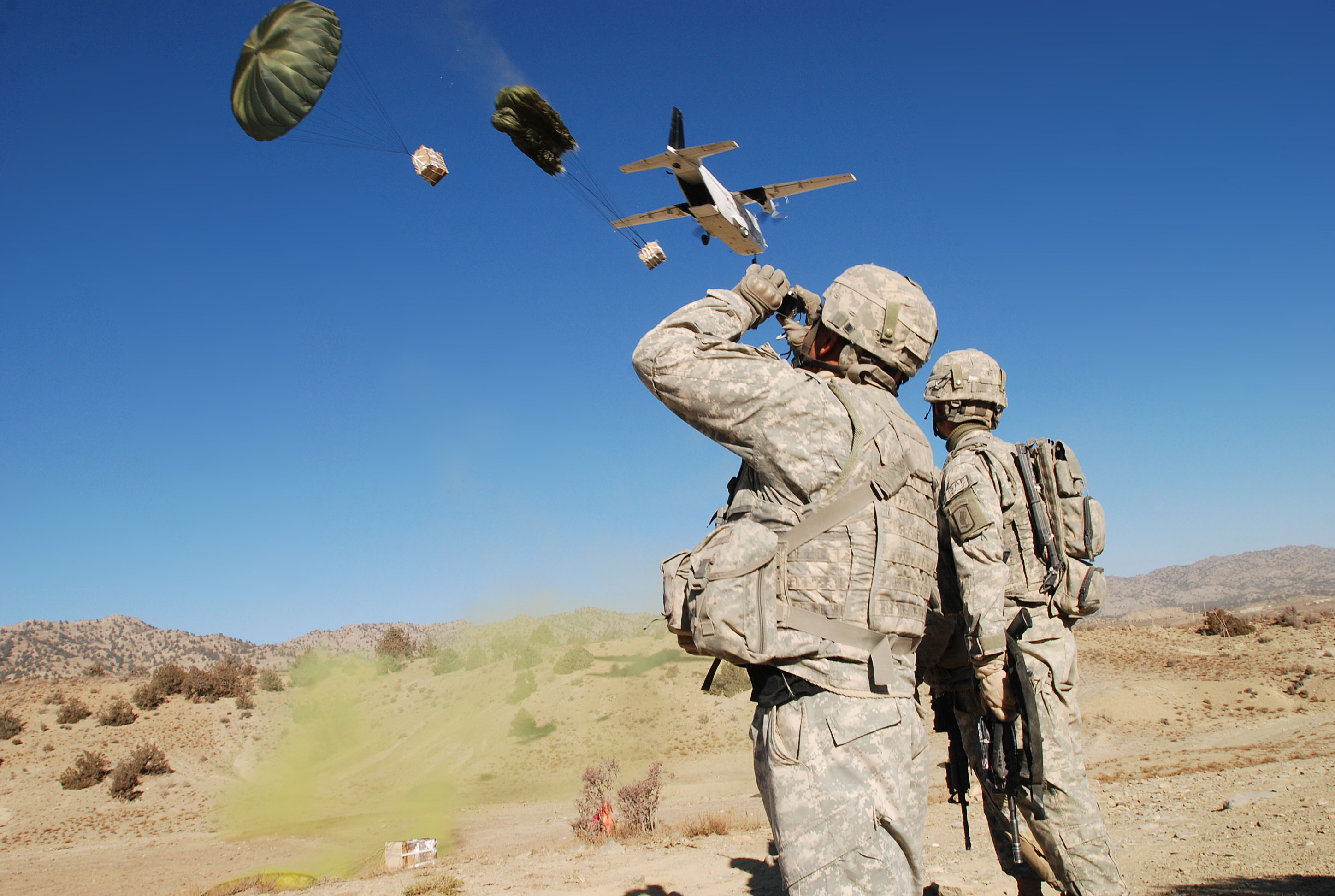
物資の空中投下を行うブラックウォーター社のCASA C-212輸送機。

軍事サービス訓練を受けた自社要員と、ヘリコプターなど航空機を含む装備を有し、戦闘への参加、戦地での護衛、治安維持活動、危険地域での輸送、後方支援、軍事コンサルティング等を提供する。
軍事訓練サービスノースカロライナ州のアメリカ国内最大級の軍事訓練施設の他、射撃訓練場、軍用犬訓練施設を保有しており、民間人のみならず正規軍に対しても戦闘訓練を提供する。

### 訓練施設

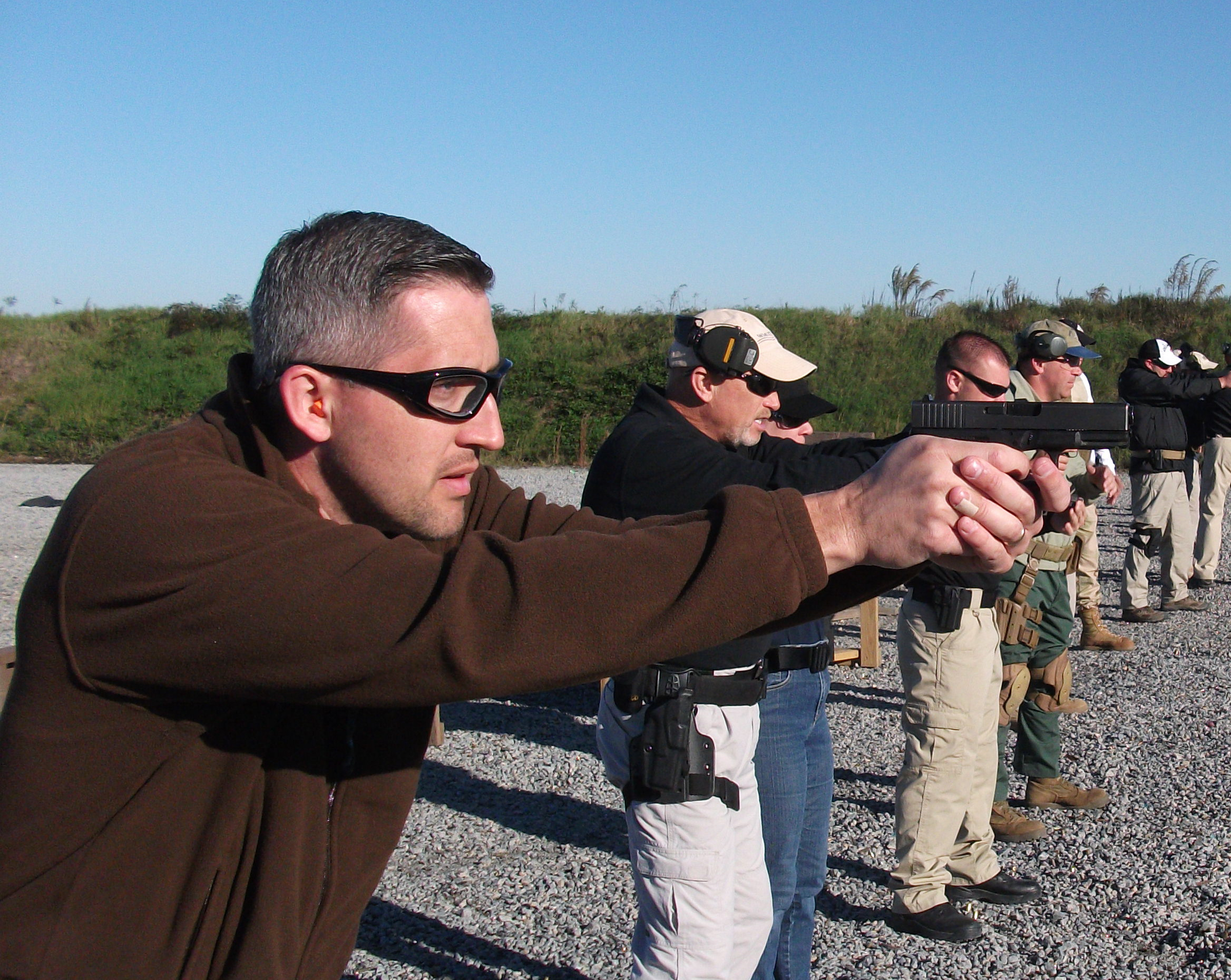
Academiの訓練施設

ブラックウォーターはノースカロライナの北西に7000エーカーの訓練施設を持ち、施設内には射撃場、屋内・屋外施設、街路を再現した施設、人工湖、運転用のコースなどがある。ブラックウォーターによる資料によると、この訓練施設は国内で最も大規模なものだという。2006年11月、ブラックウォーターはシカゴの西240kmの場所に80エーカーの土地（Blackwater Northと呼ばれる）を購入したことを発表した。この施設は2007年4月から使用されている。加えて、2007年現在はサンディエゴから45マイル東の小さな町ポトレロの近くに824エーカーの訓練施設を設立しようとしている。しかしこの施設のオープンに対しては地元住民や環境保護団体、反戦団体からの強硬な反対がある。この土地がCleveland National Forestに近いこともあり、施設によって山火事の増加や騒音が懸念される。またブラックウォーターのイラクにおける非人道的な行いに反対する者もいる。
自社ブランドの衣服や装備品の他に「グリズリーAPC」と呼ばれる装甲車を自社で開発。また、宣伝用のテレビゲームも発売されている。

### 経営陣
ブラックウォーターは株式非公開の企業で、内部情報はほとんど公開していない。ブラックウォーターの創業者であり、CEOだったエリック・プリンスは元ネイビーシールズである。プリンスは海軍兵学校で学び、ヒルズデール・カレッジ (Hillsdale College) を卒業、ホワイトハウス実習生としてホワイトハウスで働いたこともある。また、ブラックウォーターには9つの事業部があり、更にBlackwater Vehiclesという子会社を持っている。
アメリカの政府、米軍、CIAと密接な関係を持ち、ブラックウォーターの代表取締役であるゲイリー・ジャクソンも元ネイビーシールズで、副会長を務めたコーファー・ブラックは対テロ戦争で法的に議論のある無人攻撃機を運用した標的殺害プログラムを推し進めたことで有名なCIAの元対テロセンター所長であり、副社長であったロバート・リッチャーは元CIA副本部長である。ペンタゴンの元監察総監であるジョセフ・E・シュミッツ、元司法長官のジョン・アシュクロフトや元NSA長官のボビー・インマンなども取締役会に名を連ねた。

## 歴史
1990年代後半、エリック・プリンスはノースカロライナ州とヴァージニア州の境にある沼地 Great Dismal Swamp の6,000エーカーの土地を購入。その土地は現在では大部分は国有地となっている。彼はそこに最新鋭の訓練施設と、沼地の水が泥炭で黒くなっている所から名づけられたブラックウォーターという企業を設立。軍や警察当局への訓練サポートの提供を主とするブラックウォーターUSAは1997年に設立された。2002年にはブラックウォーター・セキュリティ・コンサルティング (以下BSC 、Blackwater Security Consulting ) が設立された。
2002年、ブラックウォーターUSAはアフガニスタン紛争の際に雇われた企業の一つとなった。ブラックウォーターはアフガニスタンやパキスタンで無人航空機RQ-1 プレデターによるテロリストの暗殺などCIAの秘密任務を請け負った。また、BSCはイラク戦争の際に軍人や基地を守ったり、イラクの新しい軍や警察を訓練するために雇われた60を超える警備会社の1つとなった。更にブラックウォーターはハリケーン・カトリーナが猛威を振るった後にアメリカ国土安全保障省によって用いられたり、通信、石油、保険会社といった企業とも契約している。いずれのケースでもブラックウォーターは入札なしで受注している。全体的に見て、ブラックウォーターは10億ドル（1040億円）以上を政府との契約によって得ている。

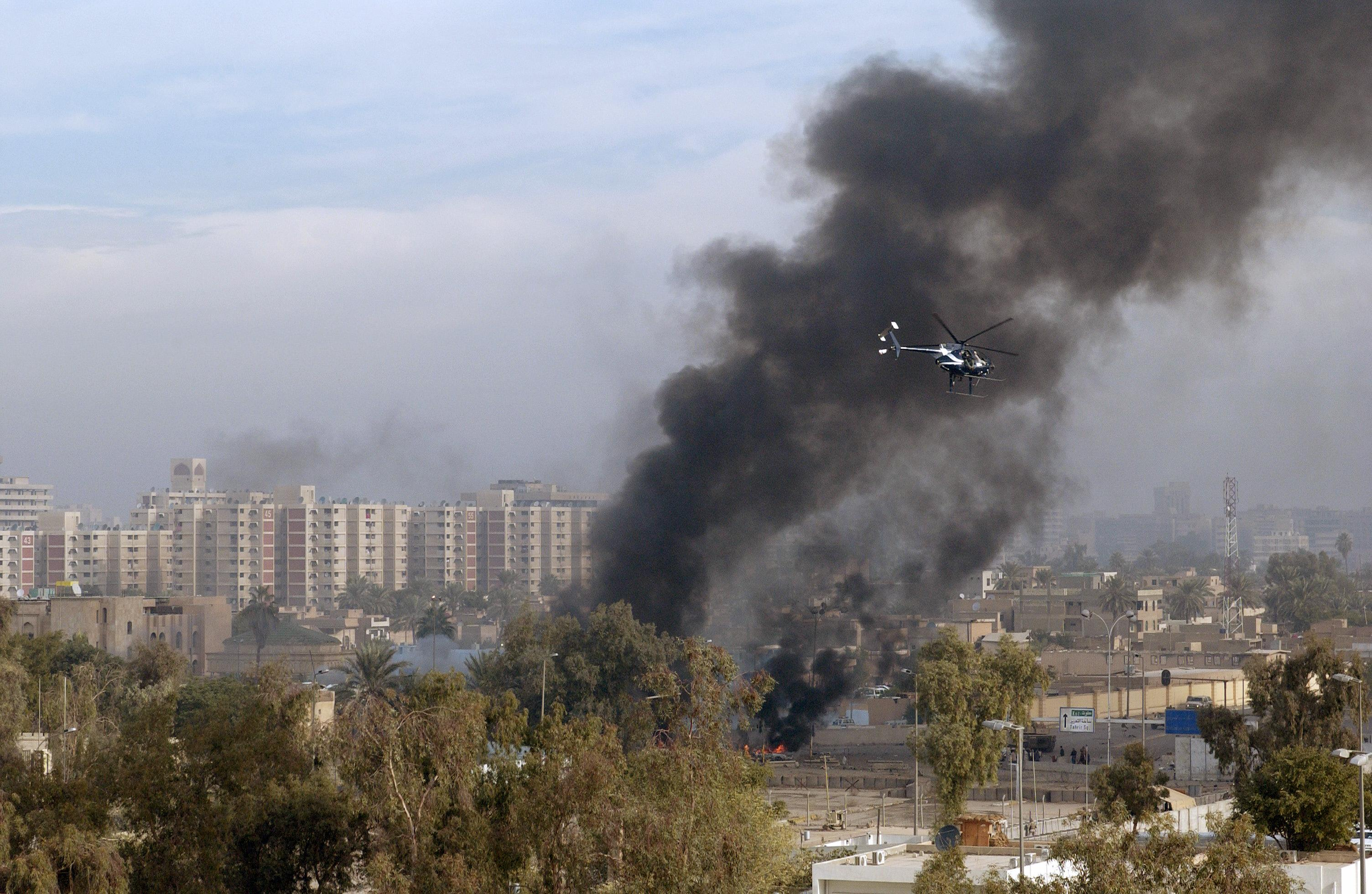
バグダッドを飛ぶブラックウォーターのヘリコプター

2004年、イラクのファルージャにて、輸送会社ESSのトラックを警備していた4人の警備要員が武装した市民達に殺害される。この4人はかつてネイビー・シールズやレンジャーといった精鋭部隊に所属していたが、人数や装備が不十分なまま警備に当たっていた。この事件は後にファルージャの戦闘のきっかけとなった。
2004年、エリック・プリンスがグレイストーン・リミテッドを設立する。ブラックウォーターがアメリカ軍人を中心とした警備サービスをする事に対し、グレイストーン社は警備員達を現地雇用しアメリカ軍人らが指揮するイギリス型民間軍事会社の方式を採用している。同年9月、ブラックウォーターの子会社が運用していたCASA C-212がアフガニスタンの山中に墜落し（Blackwater 61 crash）、パイロットの教育が不十分だったとして、搭乗して犠牲となった陸軍軍人の遺族がブラックウォーターを訴える事態に発展した。

Xeのロゴ

2007年9月16日、ニソール広場の虐殺が引き起こされた。イラク、バグダードでアメリカ外交官を護衛していたブラックウォーターの傭員が、ニソール広場の環状道路を封鎖して使用する警護のため配置につく。封鎖に気づかなかったと思われる一般車両が侵入してきたため、傭兵は発砲し、運転していた医大生の成人男性と同乗者の母親を殺害した。これが混乱の発端となり、傭兵とイラク警官の間で交戦になった後、傭兵による民間人への虐殺も開始された。最終的にイラク側の発表では17人、米国側の発表では14人が犠牲となった。後日、ブラックウォーターの元傭兵4人が有罪判決を受けたが、2020年12月、ドナルド・トランプ米大統領はこの4人に恩赦を与えた。
2007年10月、ブラックウォーターUSAはブラックウォーター・ワールドワイドと名前を変え、ロゴも新しいものに変えた。ブラックウォーターの代表の1人は、名前やロゴの変更は、前月に発生した発砲事件よりも前に決定されていたと語ったが、公式発表は事件の後であった。
更に2009年には、事件に関わったコントラクター側が一方的に発砲したことがほぼ立証され、業界内での評価は急落したという説がある。しかし、他のPMCによる問題行動をさしおいて、同社の事件が報道されたこと自体が米国政府との契約ではないか、とする説もある。同年2月に社長自らが「Xe Services LLC」に社名を変更すると発表。ロゴマークも完全に一新された。なお、ブラックウォーターUSAは2007年10月の時点で民間軍事会社の協会であるIPOAを除名されている。
2009年よりイラク政府は、Xe社へ国内での警備活動に対するライセンスを与えず、また同社社員（すでに別の社に所属している元社員を含む）に対し、2010年2月10日から1週間以内の国外退去を求めることとした。それまでの米共和党政権からバラク・オバマ大統領の民主党へと政権が移譲され、イラクでの米国の関与に関する方針も大きく転換されたことも影響して、国内外で非常に評判の悪くなったXe社の立場を擁護する者は著しく減った。これらのことからXe社は米国政府との契約という収入源の大半を失い、主要な経営者達がXe社を去る事態となっている。
翌2010年、Xe社はさらなるブランド再構築を要求した投資家コンソーシアムのUSTC Holdingsに買収され、エリック・プリンスは完全に同社を去った。そして2011年にXe社は「Academi」と改名した。
2012年、Academi社がトルコ・シリアの国境において自由シリア軍などといった反アサド派勢力に対して軍事訓練サービスを行なっている。
2014年、民主化運動後のウクライナ東部にて、アメリカ風の戦闘服に身を包んで英語を喋り、AK74と見られる自動小銃で武装した部隊が150人～300人規模で現れ、Academi傘下のグレイストーン社の警備要員がロシア系の住民の暴動などを見越して活動していると見られている。

## イラク戦争への関与

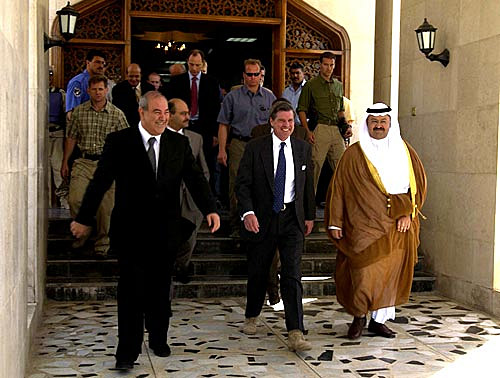
連合国暫定当局代表ポール・ブレマーを警護するブラックウォーター社員（2004年）

ブラックウォーターは、イラク占領当局の最高責任者だった連合国暫定当局（CPA）の代表ポール・ブレマーのボディーガードを請け負ったのを皮切りに、アメリカ政府の国務省が契約するコントラクターの中でも最大の会社となった。特にイラク戦争におけるアメリカ軍正規兵の慢性的不足により傭兵の需要が増したことから、急成長を遂げた。同社サイトでは年4万人以上の社員を訓練していると発表している。
警護対象に死者を一人も出さないなど業務の優秀さに定評がある一方で「イラク人のことを動物扱いしている」と評され、2007年9月に社員によるニソール広場の虐殺が表面化したことから、議論の的になっている。また、武器の横流しや目に付いた民間人を無差別に撃って遊ぶ「実弾演習」が常態化しているという噂もあり、「ブラックウォーターの私設警備員による無差別殺人」の疑いで、多くのイラク人家族がブラックウォーターを相手取って裁判を起こした。また、秘密主義で閉鎖的な社風があることや、一部社員達の傲慢な言動や猟色癖など態度が非常に悪いことなどを指摘されており、同じ民間軍事会社の社員など関係者達からもブラックウォーターを酷評する声があった。
民間軍事会社の「不祥事」で、駐留米軍とイラクとの関係が悪化しかねないという懸念も強い。そもそも、民間軍事会社がどのような法的地位で存在しているのか、また、米国がそれらの世界的な活動に対してどのような保護を与えているのかは不明慮である。米国内においては、FBIがこれに関する事件の調査に乗り出すことを宣言しているが、紛争地での充分な捜査が可能かどうかは疑問である。民間軍事会社の犯罪をアメリカ国内法の管轄下におく法案が下院で可決されているが、ホワイトハウスは反発しており、米政府内では「民間業者に頼るしかなく、むしろその人達の能力、勇気を称えるべきだ」と民間軍事会社を擁護する立場が主流である。
2007年9月、バグダッドにおいてブラックウォーターの社員がイラク人17人を射殺する事件が発生し、当初ブラックウォーター側は正当性を主張したが、アメリカ政府は、少なくとも14人の射殺には正当性が認められないと判断した。一方で、米政府はブラックウォーター社との再契約を「問題ない」とし、その契約を継続している。

## 日本での展開
2006年6月、青森県つがる市の航空自衛隊車力分屯基地で、ミサイル防衛用のレーダー：AN/TPY-2（Xバンドレーダー）の搬入の際、アメリカ政府と契約していたブラックウォーター社の要員が、車力分屯基地、及び、AN/TPY-2の警備にあたっていたことがある。レーダーの運用の為、開発元のレイセオン社から派遣された同社社員もそこにおり、つがる市に派遣された民間企業の要員は、ブラックウォーター社の人間と合わせて、約100名であった（2名の米軍軍人が監督）。